# Гионнэ, Алис
Алис Гионнэ (фр. Alice Guionnet; род. 24 мая 1969, Париж) — французский математик, специалист в области теории вероятности и теории случайных матриц. Член Французской АН (2017), состоит Directeur de recherche au CNRS в лаборатории чистой и прикладной математики Высшей нормальной школы в Лионе. В 2012—2016 гг. профессор MIT.
В 1989 году поступила в парижскую Высшую нормальную школу и в 1993 году окончила её как магистр. В 1995 году защитила докторскую диссертацию «Langevin’s dynamics for spin glasses» под началом Жерара Бен Аруса, занималась для этого в Университете Париж-юг XI. В 1995-1996 годах постдок в нью-йоркском Курантовском институте. После сотрудница Национального центра научных исследований в Высшей нормальной школе в Лионе, в которой ныне в лаборатории чистой и прикладной математики состоит Directeur de recherche au CNRS (с 2005). Автор нескольких книг, среди соавторов которых Офер Зейтуни.
Замужем, трое детей.

## Награды и отличия
- Обервольфахская премия (1998)
- Rollo Davidson Prize[англ.] (2003)
- Prix Paul Doistau-Émile Blutet[фр.] (2006)
- Invited speaker at the International Congress of Mathematicians[англ.] (2006)
- Loève Prize[англ.] (2009)
- Серебряная медаль Национального центра научных исследований (2010)[7]
- Simons Investigator[англ.] (2012)[8]
- Blaise Pascal Medal, European Academy of Sciences[англ.] (2018)[9]

Кавалер ордена Почётного легиона (2012).